# Düsseldorfer Turn- und Sportverein Fortuna 1895 2018-2019
Questa voce raccoglie le informazioni riguardanti lo  Düsseldorfer Turn- und Sportverein Fortuna 1895  nelle competizioni ufficiali della stagione calcistica 2018-2019.

## Stagione
Nella stagione 2018-2019 il Fortuna Düsseldorf, allenato da Friedhelm Funkel, concluse il campionato di Bundesliga al 10º posto. In coppa di Germania il Fortuna Düsseldorf fu eliminato agli ottavi di finale dallo Schalke 04.

## Rosa
Rosa aggiornata al 30 gennaio 2018
| N. |                        | Ruolo | Calciatore      |
| -- | ---------------------- | ----- | --------------- |
| 1  | Germania (bandiera)    | P     | Michael Rensing |
| 3  | Germania (bandiera)    | D     | Andre Hoffmann  |
| 5  | Turchia (bandiera)     | D     | Kaan Ayhan      |
| 6  | Stati Uniti (bandiera) | C     | Alfredo Morales |
| 7  | Germania (bandiera)    | C     | Oliver Fink     |
| 8  | Germania (bandiera)    | C     | Aymen Barkok    |
| 9  | Belgio (bandiera)      | A     | Benito Raman    |
| 10 | Germania (bandiera)    | A     | Marvin Ducksch  |
| 11 | Turchia (bandiera)     | C     | Kenan Karaman   |
| 13 | Polonia (bandiera)     | D     | Adam Bodzek     |
| 16 | Norvegia (bandiera)    | A     | Håvard Nielsen  |
| 18 | Germania (bandiera)    | D     | Gökhan Gül      |
| 19 | Croazia (bandiera)     | C     | Davor Lovren    |
| 20 | Belgio (bandiera)      | C     | Dodi Lukebakio  |
| 21 | Svezia (bandiera)      | A     | Emir Kujović    |
| 22 | Austria (bandiera)     | C     | Kevin Stöger    |

| N. |                     | Ruolo | Calciatore          |
| -- | ------------------- | ----- | ------------------- |
| 23 | Germania (bandiera) | D     | Niko Gießelmann     |
| 24 | Germania (bandiera) | D     | Georgios Siadas     |
| 25 | Germania (bandiera) | D     | Matthias Zimmermann |
| 26 | Germania (bandiera) | D     | Diego Contento      |
| 27 | Germania (bandiera) | C     | Taylan Duman        |
| 28 | Germania (bandiera) | A     | Rouwen Hennings     |
| 30 | Germania (bandiera) | P     | Raphael Wolf        |
| 31 | Germania (bandiera) | C     | Marcel Sobottka     |
| 32 | Germania (bandiera) | D     | Robin Bormuth       |
| 33 | Giappone (bandiera) | C     | Takashi Usami       |
| 36 | Germania (bandiera) | D     | Anderson Lucoqui    |
| 38 | Germania (bandiera) | P     | Tim Wiesner         |
| 39 | Germania (bandiera) | D     | Jean Zimmer         |
| 40 | Canada (bandiera)   | C     | Kianz Froese        |
|    | Polonia (bandiera)  | A     | Dawid Kownacki      |

## Organigramma societario
Area tecnica
- Allenatore: Friedhelm Funkel
- Allenatore in seconda: Axel Bellinghausen, Thomas Kleine
- Preparatore dei portieri: Claus Reitmaier
- Preparatori atletici: Robin Sanders, Carsten Fiedler, Thomas Gucek, Marcel Verstappen

## Risultati

### Bundesliga

#### Girone di andata
| Arbitro: | Schmidt |

|           |           |                          |
| Raman 39’ | Marcatori | 57’ Hinteregger 76’ Hahn |

| Arbitro: | Fritz |

|              |           |                |
| Augustin 68’ | Marcatori | 47’ Zimmermann |

| Arbitro: | Stieler |

|                                  |           |            |
| Morales 45’ Lukebakio 88’ (rig.) | Marcatori | 86’ Nelson |

| Stoccarda 21 settembre 2018, ore 20:30 CEST 4ª giornata | Stoccarda | 0 – 0 referto | Fortuna Düsseldorf | Mercedes-Benz Arena (54 410 spett.)\| Arbitro: \| Hartmann \| |
| Arbitro:                                                | Hartmann  |               |                    |                                                               |

| Arbitro: | Gräfe |

|                     |           |                  |
| Hennings 90’ (rig.) | Marcatori | 50’, 60’ Volland |

| Arbitro: | Osmers |

|                                                    |           |  |
| Behrens 28’ (rig.) Ishak 64’ Palacios-Martínez 78’ | Marcatori |  |

| Arbitro: | Jablonski |

|  |           |                              |
|  | Marcatori | 47’ McKennie 53’ Burgstaller |

| Arbitro: | Aytekin |

|                                                      |           |               |
| Haller 20’ (rig.), 50’ Jović 26’, 34’, 55’, 69’, 72’ | Marcatori | 53’ Lukebakio |

| Arbitro: | Schlager |

|  |           |                                             |
|  | Marcatori | 41’ (rig.) Weghorst 73’ Brekalo 80’ Ginczek |

| Arbitro: | Brych |

|                                    |           |  |
| Hazard 48’ (rig.), 82’ Hofmann 67’ | Marcatori |  |

| Arbitro: | Hartmann |

|                                       |           |           |
| Usami 50’ Hennings 63’ Raman 84’, 90’ | Marcatori | 88’ Selke |

| Arbitro: | Jablonski |

|                          |           |                         |
| Süle 17’ Müller 20’, 58’ | Marcatori | 44’, 77’, 90’ Lukebakio |

| Arbitro: | Gräfe |

|  |           |            |
|  | Marcatori | 67’ Mateta |

| Arbitro: | Fritz |

|                                    |           |                      |
| Möhwald 20’ Harnik 71’ Sargent 78’ | Marcatori | 43’ (rig.) Lukebakio |

| Arbitro: | Osmers |

|                |           |  |
| Ayhan 55’, 79’ | Marcatori |  |

| Arbitro: | Welz |

|                          |           |             |
| Lukebakio 22’ Zimmer 56’ | Marcatori | 81’ Alcácer |

| Arbitro: | Dankert |

|  |           |          |
|  | Marcatori | 90’ Fink |

#### Girone di ritorno
| Arbitro: | Dingert |

|            |           |                       |
| Schmid 64’ | Marcatori | 45’ Ducksch 89’ Raman |

| Arbitro: | Hartmann |

|  |           |                                      |
|  | Marcatori | 2’, 16’ Poulsen 9’ Konaté 68’ Laimer |

| Arbitro: | Cortus |

|                     |           |              |
| Kramarić 16’ (rig.) | Marcatori | 46’ Hennings |

| Arbitro: | Dingert |

|                                |           |  |
| Karaman 34’ Fink 49’ Raman 85’ | Marcatori |  |

| Arbitro: | Schmidt |

|                        |           |  |
| Havertz 18’ Bailey 66’ | Marcatori |  |

| Arbitro: | Stegemann |

|                              |           |           |
| Ewerton 62’ (aut.) Ayhan 83’ | Marcatori | 41’ Löwen |

| Arbitro: | Brych |

|  |           |                                                  |
|  | Marcatori | 35’ (rig.) Lukebakio 62’, 84’ Kownacki 68’ Raman |

| Arbitro: | Hartmann |

|  |           |                               |
|  | Marcatori | 48’ Paciência 90’, 90’ Haller |

| Arbitro: | Dankert |

|                                               |           |                     |
| Mehmedi 34’ Weghorst 54’, 59’, 88’ Knoche 57’ | Marcatori | 30’ Ayhan 65’ Raman |

| Arbitro: | Stieler |

|                             |           |             |
| Hennings 6’, 16’ Stöger 12’ | Marcatori | 83’ Zakaria |

| Arbitro: | Dingert |

|            |           |                |
| Grujić 41’ | Marcatori | 35’, 61’ Raman |

| Arbitro: | Zwayer |

|                      |           |                                        |
| Lukebakio 89’ (rig.) | Marcatori | 15’, 41’ Coman 55’ Gnabry 90’ Goretzka |

| Arbitro: | Schmidt |

|                            |           |               |
| Mateta 1’, 87’ Onisiwo 67’ | Marcatori | 19’ Lukebakio |

| Arbitro: | Cortus |

|                                               |           |                  |
| Raman 1’ Karaman 22’ Hennings 56’ Suttner 74’ | Marcatori | 28’ (rig.) Kruse |

| Arbitro: | Welz |

|                 |           |              |
| Grifo 9’ (rig.) | Marcatori | 31’ Kownacki |

| Arbitro: | Stieler |

|                                   |           |                       |
| Pulisic 41’ Delaney 53’ Götze 90’ | Marcatori | 47’ Fink 90’ Kownacki |

| Arbitro: | Cortus |

|                          |           |            |
| Hennings 56’ Karaman 60’ | Marcatori | 78’ Müller |

### Coppa di Germania
| Arbitro: | Cortus |

|  |           |                                                    |
|  | Marcatori | 9’, 12’ Lukebakio 32’ Ducksch 44’ Stöger 62’ Raman |

| Arbitro: | Badstübner |

|           |           |                                                  |
| Morina 1’ | Marcatori | 15’, 70’ Ducksch 33’ Hennings 37’, 43’ Lukebakio |

| Arbitro: | Gräfe |

|                                  |           |              |
| Kutucu 29’ Sané 48’, 87’ Uth 53’ | Marcatori | 71’ Hennings |

## Statistiche

### Statistiche di squadra
| Competizione      | Punti | In casa | In casa | In casa | In casa | In casa | In casa | In trasferta | In trasferta | In trasferta | In trasferta | In trasferta | In trasferta | Totale | Totale | Totale | Totale | Totale | Totale | DR  |
| Competizione      | Punti | G       | V       | N       | P       | Gf      | Gs      | G            | V            | N            | P            | Gf           | Gs           | G      | V      | N      | P      | Gf     | Gs     | DR  |
| ----------------- | ----- | ------- | ------- | ------- | ------- | ------- | ------- | ------------ | ------------ | ------------ | ------------ | ------------ | ------------ | ------ | ------ | ------ | ------ | ------ | ------ | --- |
| Bundesliga        | 44    | 17      | 9       | 0       | 8       | 27      | 28      | 17           | 4            | 5            | 8            | 22           | 37           | 34     | 13     | 5      | 16     | 49     | 65     | -16 |
| Coppa di Germania | -     | 0       | 0       | 0       | 0       | 0       | 0       | 3            | 2            | 0            | 1            | 11           | 5            | 3      | 2      | 0      | 1      | 11     | 5      | +6  |
| Totale            | -     | 17      | 9       | 0       | 8       | 27      | 28      | 20           | 6            | 5            | 9            | 33           | 42           | 37     | 15     | 5      | 17     | 60     | 70     | -10 |

### Andamento in campionato
| Giornata  | 1  | 2  | 3 | 4 | 5  | 6  | 7  | 8  | 9  | 10 | 11 | 12 | 13 | 14 | 15 | 16 | 17 | 18 | 19 | 20 | 21 | 22 | 23 | 24 | 25 | 26 | 27 | 28 | 29 | 30 | 31 | 32 | 33 | 34 |
| --------- | -- | -- | - | - | -- | -- | -- | -- | -- | -- | -- | -- | -- | -- | -- | -- | -- | -- | -- | -- | -- | -- | -- | -- | -- | -- | -- | -- | -- | -- | -- | -- | -- | -- |
| Luogo     | C  | T  | C | T | C  | T  | C  | T  | C  | T  | C  | T  | C  | T  | C  | C  | T  | T  | C  | T  | C  | T  | C  | T  | C  | T  | C  | T  | C  | T  | C  | T  | T  | C  |
| Risultato | P  | N  | V | N | P  | P  | P  | P  | P  | P  | V  | N  | P  | P  | V  | V  | V  | V  | P  | N  | V  | P  | V  | V  | P  | P  | V  | V  | P  | P  | V  | N  | P  | V  |
| Posizione | 11 | 12 | 8 | 9 | 13 | 15 | 17 | 18 | 17 | 17 | 17 | 17 | 18 | 18 | 16 | 15 | 14 | 14 | 14 | 14 | 12 | 12 | 12 | 11 | 11 | 12 | 11 | 10 | 10 | 10 | 10 | 10 | 11 | 10 |

Legenda:

Luogo: C = Casa; T = Trasferta. Risultato: V = Vittoria; N = Pareggio; P = Sconfitta.

### Statistiche dei giocatori
| Giocatore     | Bundesliga | Bundesliga | Bundesliga  | Bundesliga | Coppa di Germania | Coppa di Germania | Coppa di Germania | Coppa di Germania | Totale   | Totale | Totale      | Totale     |
| Giocatore     | Presenze   | Reti       | Ammonizioni | Espulsioni | Presenze          | Reti              | Ammonizioni       | Espulsioni        | Presenze | Reti   | Ammonizioni | Espulsioni |
| ------------- | ---------- | ---------- | ----------- | ---------- | ----------------- | ----------------- | ----------------- | ----------------- | -------- | ------ | ----------- | ---------- |
| J. Drobný     | 2          | 0          | 0           | 0          | 1                 | 0                 | 0                 | 0                 | 3        | 0      | 0           | 0          |
| M. Rensing    | 32         | 0          | 1           | 0          | 1                 | 0                 | 0                 | 0                 | 33       | 0      | 1           | 0          |
| J. Theißen    | -          | -          | -           | -          | -                 | -                 | -                 | -                 | -        | -      | -           | -          |
| T. Wiesner    | -          | -          | -           | -          | -                 | -                 | -                 | -                 | -        | -      | -           | -          |
| R. Wolf       | -          | -          | -           | -          | 1                 | 0                 | 0                 | 0                 | 1        | 0      | 0           | 0          |
| K. Ayhan      | 28         | 4          | 10          | 0          | 3                 | 0                 | 0                 | 0                 | 31       | 4      | 10          | 0          |
| R. Bormuth    | 10         | 0          | 2           | 0          | 1                 | 0                 | 0                 | 0                 | 11       | 0      | 2           | 0          |
| D. Contento   | -          | -          | -           | -          | 1                 | 0                 | 0                 | 0                 | 1        | 0      | 0           | 0          |
| N. Gießelmann | 30         | 0          | 2           | 0          | 2                 | 0                 | 0                 | 0                 | 32       | 0      | 2           | 0          |
| M. Kamiński   | 27         | 0          | 1           | 0          | -                 | -                 | -                 | -                 | 27       | 0      | 1           | 0          |
| G. Siadas     | -          | -          | -           | -          | -                 | -                 | -                 | -                 | -        | -      | -           | -          |
| M. Suttner    | 6          | 1          | 1           | 0          | 1                 | 0                 | 0                 | 0                 | 7        | 1      | 1           | 0          |
| J. Zimmer     | 18         | 1          | 2           | 0          | 2                 | 0                 | 0                 | 0                 | 20       | 1      | 2           | 0          |
| A. Barkok     | 12         | 0          | 0           | 0          | 1                 | 0                 | 0                 | 0                 | 13       | 0      | 0           | 0          |
| A. Bodzek     | 21         | 0          | 5           | 1          | -                 | -                 | -                 | -                 | 21       | 0      | 5           | 1          |
| O. Fink       | 18         | 3          | 4           | 0          | 1                 | 0                 | 0                 | 0                 | 19       | 3      | 4           | 0          |
| K. Froese     | -          | -          | -           | -          | -                 | -                 | -                 | -                 | -        | -      | -           | -          |
| A. Hoffmann   | 13         | 0          | 4           | 0          | 2                 | 0                 | 0                 | 0                 | 15       | 0      | 4           | 0          |
| D. Lovren     | 2          | 0          | 0           | 0          | -                 | -                 | -                 | -                 | 2        | 0      | 0           | 0          |
| A. Morales    | 23         | 1          | 6           | 0          | 3                 | 0                 | 2                 | 0                 | 26       | 1      | 8           | 0          |
| M. Sobottka   | 14         | 0          | 3           | 0          | 1                 | 0                 | 0                 | 0                 | 15       | 0      | 3           | 0          |
| K. Stöger     | 25         | 1          | 8           | 0          | 3                 | 1                 | 0                 | 0                 | 28       | 2      | 8           | 0          |
| T. Usami      | 19         | 1          | 1           | 0          | 2                 | 0                 | 1                 | 0                 | 21       | 1      | 2           | 0          |
| M. Zimmermann | 34         | 1          | 4           | 0          | 2                 | 0                 | 1                 | 0                 | 36       | 1      | 5           | 0          |
| M. Ducksch    | 16         | 1          | 1           | 0          | 3                 | 3                 | 0                 | 0                 | 19       | 4      | 1           | 0          |
| R. Hennings   | 29         | 7          | 3           | 0          | 3                 | 2                 | 0                 | 0                 | 32       | 9      | 3           | 0          |
| K. Karaman    | 21         | 3          | 0           | 0          | 1                 | 0                 | 0                 | 0                 | 22       | 3      | 0           | 0          |
| D. Kownacki   | 10         | 4          | 2           | 0          | 1                 | 0                 | 1                 | 0                 | 11       | 4      | 3           | 0          |
| E. Kujović    | -          | -          | -           | -          | -                 | -                 | -                 | -                 | -        | -      | -           | -          |
| D. Lukebakio  | 31         | 10         | 6           | 0          | 3                 | 4                 | 0                 | 0                 | 34       | 14     | 6           | 0          |
| B. Raman      | 30         | 10         | 1           | 0          | 2                 | 1                 | 0                 | 0                 | 32       | 11     | 1           | 0          |
| H. Nielsen    | -          | -          | -           | -          | 1                 | 0                 | 0                 | 0                 | 1        | 0      | 0           | 0          |